# Jelena Tscheslawowna Skrschinskaja
Jelena Tscheslawowna Skrschinskaja (russisch Елена Чеславовна Скржинская; * 12. Apriljul. / 24. April 1894greg. in St. Petersburg; † 2. April 1981 in Leningrad) war eine russisch-sowjetische Mediävistin und Hochschullehrerin.

## Leben
Skrschinskajas Vater Tscheslaw Kiprianowitsch Skrschinski (1849–1912) war Elektroingenieur und stammte aus der polnischen Szlachta-Familie Skrzyńska. Skrschinskaja begann ihr Studium 1912 in St. Petersburg an der Historisch-Philologischen Fakultät der Höheren Kurse für Frauen. Zu ihren Lehrern gehörten Michael Rostovtzeff, Lew Platonowitsch Karsawin und Iwan Michailowitsch Greaves. Am stärksten wurde sie von Olga Antonowna Dobiasch-Roschdestwenskaja beeinflusst. Nach der Oktoberrevolution schloss Skrschinskaja ihr Studium 1919 an der Universität Petrograd ab.
Nach dem Studium arbeitete Skrschinskaja in Petrograd an der Staatlichen Akademie für Geschichte der Materiellen Kultur unter der Leitung Nikolai Jakowlewitsch Marrs. Sie erforschte mittelalterliche italienische Inschriften auf der Krim. 1930 wurde sie aus der Akademie entlassen wegen des Besuchs von Gottesdiensten und der Unterstützung Lew Platonowitsch Karsawins, der zu den Gründern der Freien Philosophischen Gesellschaft und des Theologischen Instituts gehört hatte und 1922 ohne Rückkehrrecht aus der UdSSR verbannt worden war. Skrschinskaja lebte nun von Gelegenheitsarbeiten und veröffentlichte ihre Arbeiten in ausländischen Fachpublikationen. 1936 wurde sie nach Beschluss des Präsidiums der Akademie der Wissenschaften der UdSSR (AN-SSSR) ohne Verteidigung einer Dissertation zur Kandidatin der Geschichtswissenschaften promoviert.
Noch vor dem Deutsch-Sowjetischen Krieg wurde Skrschinskaja Dozentin an der Universität Leningrad und lehrte lateinische Paläografie (1936–1942 am Lehrstuhl für Mediävistik, 1945–1949 am Lehrstuhl für Byzantinistik). Ab 1943 arbeitete sie in der Moskauer und nach Ende der Leningrader Blockade und Kriegsende in der Leningrader Abteilung des Instituts für Geschichte der Materiellen Kultur der AN-SSSR. 1953 wurde sie entlassen und pensioniert.
1956 erhielt Skrschinskaja eine Stelle im Leningrader Institut für Geschichte der AN-SSSR, die ihr eine fruchtbare Forschungstätigkeit erlaubte und die sie bis 1970 wahrnahm.
Skrschinskajas Forschungsschwerpunkte waren die Krim in der Antike und im Mittelalter, insbesondere die dortigen Genueser und Venezianischen Kolonien, das mittelalterliche Italien, die Entwicklung von Handwerk, Militär und Bergbau in Europa im Mittelalter in Verbindung mit der Entwicklung in Russland und die Reisen Giosafat Barbaros, Ambrogio Contarinis und weiterer Italiener nach Russland. Auch erforschte sie die Ethnogenese der Polowzer. Besonders bedeutend war ihre Untersuchung und Übersetzung ins Russische der Getica des Historikers Jordanes, die mit ihren Kommentaren 1960 erschien und ihre Dissertation für ihre Promotion zur Doktorin der Geschichtswissenschaften  1961 wurde. Igor Pawlowitsch Medwedew war einer ihrer Schüler, der bei ihr seine Aspirantur mit Anfertigung seiner Kandidat-Dissertation absolvierte. Sie war Korrespondierendes Mitglied der Genueser Società Ligure di Storia Patria.
Skrschinskajas Tochter Marina Wladimirowna Skrschinskaja wurde eine ukrainische Althistorikerin.

## Ehrungen
- Medaille „Für heldenmütige Arbeit im Großen Vaterländischen Krieg 1941–1945“ (1946)[1]